# Ameriška napoved vojne Avstro-Ogrski
Ameriška napoved vojne Avstro-Ogrski je bila resolucija, ki jo je sprejel kongres Združenih držav Amerike, v kateri je bilo razglašeno vojno stanje med Združenimi državami Amerike in Avstro-Ogrsko. Vojna napoved je bila razglašena osem mesecev po ameriški napovedi vojne Nemčije, ki je pripeljala Združene države Amerike v prvo svetovno vojno. Vojna napoved je bila razglašena 7. decembra 1917 in je začela veljati isti dan, vojno stanje pa se je uradno končalo šele v začetku leta 1921, tri leta po dejanskem razpadu Avstro-Ogrske.      

## Ozadje
6. aprila 1917 so ZDA napovedale vojno Nemčiji. Razglasitev vojne je bila sprejeta na zahtevo ameriškega predsednika Woodrowa Wilsona z glasovanjem obeh domov ameriškega kongresa, pri čemer je predstavniški dom ZDA glasoval s 373 proti 50 (devet poslancev ni glasovalo) za vojno, ameriški senat pa z 82 glasovi do šestih. Wilson je v svojem govoru pred kongresom, ki je zahteval napoved vojne Nemčiji, obravnaval vprašanje Avstro-Ogrske, največje zaveznice Nemčije: 
da vlada [Avstro-Ogrska] dejansko ni sodelovala v vojskovanju proti državljanom Združenih držav na morju, in si vsaj za zdaj privoščim prekiniti razpravo o naših odnosih z vlado na Dunaju.
Dva dni pozneje je Avstro-Ogrska prekinila diplomatske odnose z ZDA in v diplomatskem pismu, ki je bilo dostavljeno odpravniku poslov ameriškega veleposlaništva na Dunaju, zahtevala, da vsi ameriški diplomati zapustijo državo.

## Napoved vojne

### Prošnja
4. decembra 1917 je predsednik Wodroow Wilson prispel pred ameriški kongres, da bi opravil svoj govor. V njem je zahteval razglasitev vojne Avstro-Ogrski in izjavil, da je to dejanje potrebno, da bi »z natančno roko odstranili vse ovire za uspešen zaključek boja«. Wilson je nato obtožil Avstro-Ogrsko, da je bila "vazal nemške vlade" in da je delovala kot "instrument drugega naroda." Vendar je bil Wilsonov pravi razlog za vojno napoved, vojaške razmere v Italiji. Ameriški vojaški načrtovalci so verjeli, da bo morda kmalu treba najeti ameriške sile, da bi okrepili italijansko obrambo pred močnimi avstrijskimi silami.
V odgovor na Wilsonov nagovor je Henry D. Flood predstavil skupno resolucijo 169 predstavniškega doma, razglasitev vojne, ki je bila posredovana odboru za zunanje zadeve predstavniškega doma v obravnavo. Odbor je izdal poročilo, v katerem je navedel, da je "vojno stanje, za katerega ta resolucija razglaša, dejansko obstajalo že več mesecev prej", in soglasno priporočil sprejetje resolucije. Poročilo je nadalje trdilo, da je septembra 1915 Konstantin Dumba, avstro-ogrski veleposlanik v Združenih državah Amerike, izdelal načrt industrijske sabotaže, namenjene ameriški proizvodnji, in da je 4. aprila 1917 posadka U-podmornice brez opozorila potopila ameriško jahto SV Marguerite v Sredozemskem morju ter da je bilo državljanstvo posadke podmornice avstrijska, saj je bil jezik, ki ga je govoril poveljnik podmornice, avstrijski. Poročilo ni bilo pravilno; Marguerite je dejansko potopila nemška podmornica U-35.

### Uredba
7. decembra je Predstavniški dom sprejel skupno resolucijo 169 s 365 proti 1 in senat s 74 proti 0. Predsednik Wilson je izjavo podpisal pozneje istega dne.

### Glasovanje
Jeannette Rankin, ki je pred tem glasovala proti napovedi vojne Nemčiji, je glasovala za razglasitev vojne Avstro-Ogrski in izjavila: "Glas, ki ga moramo zdaj oddati, ni glasovanje o vojni napovedi. To je glasovanje zgolj o tehničnih podrobnostih pri pregonu že napovedane vojne."
Edini glas opozicije v Parlamentu je oddal Meyer London, socialistični predstavnik iz New Yorka. London je na sestanku parlamenta izjavil, da sovraži "poklice zvestobe", vendar verjame, da je "tako globoko zaljubljen v Združene države kot vsak človek, ki lahko izsledi svoje prednike do Mayflowerja." Vendar je London dejal, da so njegovi volivci nasprotovali vojni in da je raje videl, da ZDA sprejmejo embargo na orožje v Evropi, enako utemeljitev, ki jo je podal za nasprotovanje napovedi vojne Nemčiji. Bil je zelo obsojen v domačih okoliščinah.
Robert M. La Follette v senatu ni glasoval o resoluciji, saj je zapustil zbornico, da bi se vrnil v svojo pisarno in pripravil amandma k vojni napovedi, ki bi zagotovil, da ZDA ne bodo sodelovale pri povojni razdelitvi Avstro-Ogrske. Medtem, ko La Follette ni bil v parlamentu, je bilo razpisano glasovanje. La Follette je kasneje dejal, da bi glasoval proti resoluciji v obliki, kot je bila sprejeta.

### Besedilo vojne napovedi
Ker sta cesarska in kraljeva avstro-ogrska vlada storili večkratna vojna dejanja proti vladi in ljudstvu Združenih držav Amerike, sta Senat in Predstavniški dom Združenih držav Amerike v Kongresu sklenila, da se uradno razglasi vojno stanje med Združenimi državami ter cesarsko in kraljevo avstro-ogrsko vlado. Predsednika se s tem pooblašča in se mu naroča, da uporabi vse pomorske in vojaške sile Združenih držav ter vire vlade za izvedbo vojne proti cesarski in kraljevi avstro-ogrski vladi; Kongres Združenih držav jamči za uspešno uporabo vseh državnih virov v ta namen. 